# هنري جاي ميد
هنري جاي ميد (بالإنجليزية: Henry J. Meade)‏ هو ضابط أمريكي، ولد في 8 أغسطس 1925 في بروكلين في الولايات المتحدة، وتوفي في 22 يونيو 2006 في MetroWest Medical Center ‏ في الولايات المتحدة.